# Двойной альбом (сборник)
«Двойной альбом» — сборник лучших песен российской рок-группы «Крематорий». Второй сборник после «Живых и мёртвых», где песни из ранних альбомов, а также из «Комы» и «Клубники со льдом», перезаписаны новым составом. Записан в 1992—1993 годах на Киностудии им. М. Горького, выпущен на виниле в 1993 году к 10-летию группы.

## Об альбоме
В 1991 году в составе «Крематория» произошли очередные изменения: в феврале вернулся сооснователь Виктор Троегубов, а в апреле соло-гитаристом стал Андрей Мурашов, ранее игравший в группе Троегубова «Дым». В мае 1992 года звукорежиссёр Киностудии им. Горького Николай Шестов, под руководством которого были записаны «Кома», «Живые и мёртвые» и «Клубника со льдом», познакомил Григоряна и Троегубова с бизнесменами Михаилом Адамовым и Измаилом Островским. От них поступило предложение записать альбом лучших хитов, который они готовы профинансировать, как и тираж пластинок. Музыканты его приняли, учитывая тот факт, что следующий год — 1993 (когда должна выйти пластинка) — для группы юбилейный, а значит, такой релиз будет уместен.
26 октября группа приступила к записи. Запись шла напряжённо и давалась легко не всем: например, Михаил Россовский испытывал трудности при записи своих партий, поэтому смог записаться лишь в трёх песнях, в остальных же сыграл сессионный скрипач Вадим Саралидзе, пятью годами ранее писавшийся на «Коме». Сергей Третьяков несколько раз перезаписывал басовые партии. Виктор Троегубов в период записи вокала имел проблемы с голосом из-за простуды. Для Андрея Мурашова это был студийный дебют в составе «Крематория», однако к записи гитарных партий он подошёл серьёзно — в ряде песен прописывал по 8 дорожек. Поучаствовал в записи и исполнительный продюсер альбома Михаил Адамов, сыграв на клавишных в «Реанимационной машине» и «Маленькой девочке». В «Тане» же партию флейты исполнил Олег Сакмаров из «Аквариума». Запись была завершена 24 января 1993 года. Сведение проводилось с 14 по 26 января, параллельно с записью вокала.
В марте 1993 года фирма «Апрелевка — Саунд Инк» (бывший Апрелевский завод грампластинок) выпустила «Двойной альбом» на виниле тиражом 100 000 экземпляров. Такое простое название он получил по той причине, что материал из 24 песен разместился на двух пластинках. При том, что на альбоме собраны лучшие песни группы в новых аранжировках, в него вошли две новые композиции — интерлюдия «Проходящие мимо» и «Адольф», изначально планировавшаяся для следующего номерного альбома «Танго на облаке», но по неизвестным причинам не вошедшая в него, а также кавер на песню Майка Науменко «Дрянь» в исполнении Виктора Троегубова. Альбом стал последним виниловым релизом группы в XX веке (следующий альбом вышел на виниле через 20 лет — «Чемодан президента») и последним с участием Михаила Россовского: в октябре после юбилейного концерта к 10-летию «Крематория» он покинул группу и уехал в Израиль. В 1994 году фирма «APEX Records» выпустила альбом на CD, а в 1998 году «Moroz Records» выпустила переиздание (упрощённое издание) в рамках серии «Полное собрание сочинений».

## Обложка
На обложке «Двойного альбома» впервые представлен герб «Крематория», идея которого принадлежит Армену Григоряну, нарисован он Василием Гавриловым. На чёрном фоне в центре изображён крематорий с высокой трубой, в арке которого лежит шляпа (главный атрибут сценического имиджа Григоряна), под ней — шесть символов участников группы (слева направо — латинская буква S со скрещëнными барабанными палочками — Андрей Сараев, трезубец — Виктор Троегубов, буква Р в треугольнике — Михаил Россовский, Ա (армянская буква А) — Армен Григорян, лигатура букв Т, С, А и Б — Сергей Третьяков (расшифровка — «Третьяков Сергей Анатольевич, бас»), спаренные крючки — Андрей Мурашов). На переднем плане — геральдический щит с изображением чёрного латинского креста, сердечек и рюмок. Слева и справа — крылатые слоны в коронах, держащие флаги с надписью «Kt». Сверху и снизу расположены ленты, на верхней красными буквами написано название группы, на нижней по центру — оно же латиницей — «Crematorium» (буква T в виде латинского креста), слева слово «Двойной», справа — «альбом». Впоследствии герб (без упоминаний «Двойного альбома») стал официальным логотипом группы «Крематорий». На юбилейном концерте в ДК им. Горбунова 14 октября 1993 года вся группа была в футболках с изображением герба.
Обложки винила и CD имеют некоторые отличия: на обложке винила в самом верху изображено «всевидящее око», на обложках CD-изданий оно отсутствует. Там же название группы написано большими красными буквами, под ним на верхней ленте видна надпись «Love only» (с англ. «Только любовь»). На обложках переиздания от «Moroz Records» на компакт-кассетах отличается надпись на нижней ленте — слева написано «International», справа — «Fan-club». Название альбома написано в самом низу.
На внутреннем развороте винила и первого CD-издания — фотография группы, сделанная 26 декабря 1992 года Борисом Нейманом. На задней стороне обложки — названия песен под колумбарными нишами, сопровождаемыми пламенем разной величины.

## Список композиций
Автор всех песен — А. Григорян, кроме указанных особо
1. Проходящие мимо
2. Реанимационная машина
3. Клаустрофобия
4. Адольф
5. Таня
6. Кондратий
7. Крематорий
8. Лепрозорий
9. Маленькая девочка
10. Посвящение бывшей подруге (В. Троегубов)
11. Наше время
12. Vinus Memoirs (В. Троегубов)
13. Sky
14. Гончие псы
15. Последний шанс
16. Клубника со льдом
17. Дрянь (М. Науменко)
18. Харе Рама
19. Космос
20. Америка
21. Безобразная Эльза
22. Сексуальная кошка
23. Аутсайдер
24. Мусорный ветер

## Участники
- Армен Григорян — вокал (кроме 10, 12, 17), акустическая гитара, губная гармоника (11), бэк-вокал (10, 12, 17)
- Виктор Троегубов — вокал (10, 12, 17), акустическая гитара (10, 12, 17), бэк-вокал
- Андрей Мурашов — соло-гитара, акустическая гитара (3, 5, 7)
- Михаил Россовский — скрипка (15, 18, 22)
- Сергей Третьяков — бас-гитара
- Андрей Сараев — ударные, перкуссия

### Приглашённые участники записи
- Вадим Саралидзе — скрипка (3, 6, 8, 10, 12, 13, 16, 19, 20, 23, 24)
- Михаил Адамов — клавишные (2, 9)
- Олег Сакмаров — флейта (5)

## Критика
12 мая 1993 года в рецензии на альбом в «Московском комсомольце» оформивший его художник Василий Гаврилов отметил: «Музыка альбома весьма разнообразна — вальсы, баллады, рок-н-роллы и блюз. Скучать слушателю не придётся. Инструментальные дела в полном порядке: грамотная игра Армена и Виктора на акустических гитарах, лихие запилы Миши Россовского и Вадима Саралидзе на скрипках, мощный соляк Андрея Мурашова, чёткая ритм-секция Сергея Третьякова (бас) и Андрея Сараева (ударные). Аранжировки скромные, даже скуповатые, для вящего соответствия духу 80-х, когда эти песни рождались. Качество записи оставляет желать, наверное, потому, что альбом записывался и сводился в звукоцехе киностудии детских и юношеских фильмов, так сказать, непосредственно под крылом у буревестника. Этим эпохальным опусом КРЕМАТОРИЙ подводит черту под своей трудовой вахтой в две пятилетки длиной».

## Дополнительные факты
- На виниловой версии «Двойного альбома» впервые официально изданы песни с оригинальными текстами и под оригинальными названиями, ранее подвергавшиеся цензуре[6][2] (например, «Сексуальная кошка», озаглавленная на сборнике «Живые и мёртвые» (1989) как просто «Кошка»).[9]
- Песня «Космос» записана в сокращённом виде, без гитарного соло.
- На три песни с альбома — «Кондратий», «Последний шанс» и «Маленькая девочка» — сняты видеоклипы. Первый был показан в 1993 году в выпуске программы «Rock’n’Roll TV», посвящённом юбилейному концерту «Крематория» в ДК им. Горбунова, а последние два смонтированы из сцен художественного фильма «Тацу» (реж. Вячеслав Лагунов, 1994).
- Первое кассетное издание фирмы «Элиас Records» (1994) включает 21 песню (на нём отсутствуют три песни с вокалом Виктора Троегубова)[10], и только спустя 4 года фирма «Moroz Records» выпустила полную кассетную версию альбома с 24 песнями[7].